# محارات جناحية
المحارات الجناحية (الاسم العلمي: Pteriidae) هي فصيلة من الحيوانات تتبع رتبة المحاريات الجناحية وأشباهها من طائفة ذوات المصراعين.

## الأجناس
- المحارة الجناحية
- ملاسة
- محار الشجر
- إصبعية